# Streptocarpus wilmsii
Streptocarpus wilmsii är en tvåhjärtbladig växtart som beskrevs av Engler. Streptocarpus wilmsii ingår i släktet Streptocarpus och familjen Gesneriaceae. Inga underarter finns listade i Catalogue of Life.